# Rębowo (województwo mazowieckie)
Rębowo – wieś sołeckaw Polsce położona w województwie mazowieckim, w powiecie płockim, w gminie Wyszogród.
Wieś Rębow należała do starostwa wyszogrodzkiego w 1617 roku. Do 1954 roku siedziba wiejskiej gminy Rębowo. W latach 1975–1998 miejscowość administracyjnie należała do województwa płockiego. 1 stycznia 2003 będące dotychczasowymi częściami wsi: Górna Kolonia, Jachówki, Kanada, Pod Lasem, Pod Miastem, Pod Wilczkowem, Stara Wieś i Wagówki zostały zlikwidowane jako osobne miejscowości.
We wsi znajduje się parafia pw. św. Jana Chrzciciela.